# Tour du Poitou-Charentes 2015
La 29e édition du Tour du Poitou-Charentes a eu lieu du 25 au 28 août 2015 en Poitou-Charentes. La course fait partie de l'UCI Europe Tour 2015 en catégorie 2.1.

## Participants
144 coureurs répartis en 18 équipes ont pris le départ de cette édition; soit six équipes UCI Pro, sept équipes continentales professionnelles et cinq équipes continentales.
| UCI WorldTeams   | UCI WorldTeams | UCI WorldTeams |
| Nom de l'équipe  | Pays           | Code           |
| ---------------- | -------------- | -------------- |
| AG2R La Mondiale | France         | ALM            |
| Etixx-Quick Step | Belgique       | EQS            |
| FDJ              | France         | FDJ            |
| Movistar         | Espagne        | MOV            |
| Sky              | Royaume-Uni    | SKY            |
| Lotto NL-Jumbo   | Pays-Bas       | TLJ            |

| Équipes continentales   | Équipes continentales | Équipes continentales |
| Nom de l'équipe         | Pays                  | Code                  |
| ----------------------- | --------------------- | --------------------- |
| Auber 93                | France                | BIG                   |
| La Pomme Marseille 13   | France                | LPM                   |
| Roubaix Lille Métropole | France                | RLM                   |
| Armée de Terre          | France                | ADT                   |
| Wallonie-Bruxelles      | Belgique              | WBC                   |

| Équipes continentales professionnelles | Équipes continentales professionnelles | Équipes continentales professionnelles |
| Nom de l'équipe                        | Pays                                   | Code                                   |
| -------------------------------------- | -------------------------------------- | -------------------------------------- |
| Europcar                               | France                                 | EUC                                    |
| Bretagne-Séché Environnement           | France                                 | BSE                                    |
| Cofidis                                | France                                 | COF                                    |
| Southeast                              | Italie                                 | STH                                    |
| MTN-Qhubeka                            | Afrique du Sud                         | MTN                                    |
| Wanty-Groupe Gobert                    | Belgique                               | WGG                                    |
| Cult Energy                            | Danemark                               | CLT                                    |

## Étapes
| Étape     | Date    | Villes étapes                   |                             | Distance (km) | Vainqueur d’étape | Leader du classement général |
| --------- | ------- | ------------------------------- | --------------------------- | ------------- | ----------------- | ---------------------------- |
| 1re étape | 25 août | Rochefort – Barbezieux          |                             | 187           | Arnaud Gérard     | Arnaud Gérard                |
| 2e étape  | 26 août | Blanzac-Porcheresse – La Crèche |                             | 194,7         | Matteo Trentin    | Arnaud Gérard                |
| 3e étape  | 27 août | Monts-sur-Guesnes –Loudun       |                             | 98,6          | Marc Sarreau      | Sep Vanmarcke                |
| 4e étape  | 27 août | Monts-sur-Guesnes – Loudun      | Contre-la-montre individuel | 23,2          | Adriano Malori    | Tony Martin                  |
| 5e étape  | 28 août | Gourge – Poitiers               |                             | 197,8         | Matteo Trentin    | Tony Martin                  |

## Déroulement de la course

### 1reétape
|    | Coureur                 | Équipe                       |    | Temps           |
| -- | ----------------------- | ---------------------------- | -- | --------------- |
| 1  | Arnaud Gérard           | Bretagne-Séché Environnement | en | 4 h 39 min 53 s |
| 2  | Maxime Daniel           | AG2R La Mondiale             | +  | 1 s             |
| 3  | Sep Vanmarcke           | Lotto NL-Jumbo               |    | 3 s             |
| 4  | Wouter Poels            | Sky                          |    | m.t             |
| 5  | Angélo Tulik            | Europcar                     |    | m.t             |
| 6  | Andrea Fedi             | Southeast                    |    | m.t             |
| 7  | Daniel Teklehaimanot    | MTN-Qhubeka                  |    | m.t             |
| 8  | Rasmus Christian Quaade | Cult Energy                  |    | m.t             |
| 9  | Mirko Selvaggi          | Wanty-Groupe Gobert          |    | m.t             |
| 10 | José Herrada            | Movistar                     |    | m.t             |

|    | Coureur                 | Équipe                       |    | Temps           |
| -- | ----------------------- | ---------------------------- | -- | --------------- |
| 1  | Arnaud Gérard           | Bretagne-Séché Environnement | en | 4 h 39 min 43 s |
| 2  | Maxime Daniel           | AG2R La Mondiale             | +  | 5 s             |
| 3  | Sep Vanmarcke           | Lotto NL-Jumbo               |    | 9 s             |
| 4  | Wouter Poels            | Sky                          |    | 13 s            |
| 5  | Angélo Tulik            | Europcar                     |    | m.t             |
| 6  | Andrea Fedi             | Southeast                    |    | m.t             |
| 7  | Daniel Teklehaimanot    | MTN-Qhubeka                  |    | m.t             |
| 8  | Rasmus Christian Quaade | Cult Energy                  |    | m.t             |
| 9  | Mirko Selvaggi          | Wanty-Groupe Gobert          |    | m.t             |
| 10 | José Herrada            | Movistar                     |    | m.t             |

### 2eétape
|    | Coureur                 | Équipe                       |    | Temps           |
| -- | ----------------------- | ---------------------------- | -- | --------------- |
| 1  | Matteo Trentin          | Etixx-Quick Step             | en | 4 h 38 min 13 s |
| 2  | Yauheni Hutarovich      | Bretagne-Séché Environnement | +  | m.t             |
| 3  | Sep Vanmarcke           | Lotto NL-Jumbo               |    | m.t             |
| 4  | Maxime Daniel           | AG2R La Mondiale             |    | m.t             |
| 5  | Mark Renshaw            | Etixx-Quick Step             |    | m.t             |
| 6  | Gerald Ciolek           | MTN-Qhubeka                  |    | m.t             |
| 7  | Roy Jans                | Wanty-Groupe Gobert          |    | m.t             |
| 8  | Tony Martin             | Etixx-Quick Step             |    | m.t             |
| 9  | Rasmus Christian Quaade | Cult Energy                  |    | m.t             |
| 10 | Arnaud Gérard           | Bretagne-Séché Environnement |    | m.t             |

|    | Coureur                 | Équipe                       |    | Temps           |
| -- | ----------------------- | ---------------------------- | -- | --------------- |
| 1  | Arnaud Gérard           | Bretagne-Séché Environnement | en | 9 h 17 min 56 s |
| 2  | Sep Vanmarcke           | Lotto NL-Jumbo               | +  | 5 s             |
| 3  | Maxime Daniel           | AG2R La Mondiale             |    | 5 s             |
| 4  | Matteo Trentin          | Etixx-Quick Step             |    | 11 s            |
| 5  | Rasmus Christian Quaade | Cult Energy                  |    | 13 s            |
| 6  | Tony Martin             | Etixx-Quick Step             |    | 13 s            |
| 7  | Johan Le Bon            | FDJ                          |    | 13 s            |
| 8  | Yauheni Hutarovich      | Bretagne-Séché Environnement |    | 15 s            |
| 9  | Petr Vakoč              | Etixx-Quick Step             |    | 18 s            |
| 10 | Wouter Poels            | Sky                          |    | 19 s            |

### 3eétape
|    | Coureur             | Équipe                       |    | Temps           |
| -- | ------------------- | ---------------------------- | -- | --------------- |
| 1  | Marc Sarreau        | FDJ                          | en | 2 h 15 min 46 s |
| 2  | Tyler Farrar        | MTN-Qhubeka                  | +  | m.t             |
| 3  | Michael Van Staeyen | Cofidis                      |    | m.t             |
| 4  | Roy Jans            | Wanty-Groupe Gobert          |    | m.t             |
| 5  | Julian Alaphilippe  | Etixx-Quick Step             |    | m.t             |
| 6  | Moreno Hofland      | Lotto NL-Jumbo               |    | m.t             |
| 7  | Kevyn Ista          | Wanty-Groupe Gobert          |    | m.t             |
| 8  | Yauheni Hutarovich  | Bretagne-Séché Environnement |    | m.t             |
| 9  | Rudy Barbier        | Roubaix Lille Métropole      |    | m.t             |
| 10 | Bryan Coquard       | Europcar                     |    | m.t             |

|    | Coureur                 | Équipe                       |    | Temps            |
| -- | ----------------------- | ---------------------------- | -- | ---------------- |
| 1  | Sep Vanmarcke           | Lotto NL-Jumbo               | en | 11 h 33 min 47 s |
| 2  | Arnaud Gérard           | Bretagne-Séché Environnement | +  | 1 s              |
| 3  | Maxime Daniel           | AG2R La Mondiale             |    | 6 s              |
| 4  | Rasmus Christian Quaade | Cult Energy                  |    | 8 s              |
| 5  | Tony Martin             | Etixx-Quick Step             |    | 8 s              |
| 6  | Johan Le Bon            | FDJ                          |    | 8 s              |
| 7  | Yauheni Hutarovich      | Bretagne-Séché Environnement |    | 10 s             |
| 8  | Petr Vakoč              | Etixx-Quick Step             |    | 12 s             |
| 9  | Wouter Poels            | Sky                          |    | 14 s             |
| 10 | Roy Jans                | Wanty-Groupe Gobert          |    | 16 s             |

### 4eétape
|    | Coureur                 | Équipe           |    | Temps       |
| -- | ----------------------- | ---------------- | -- | ----------- |
| 1  | Adriano Malori          | Movistar         | en | 27 min 49 s |
| 2  | Jonathan Castroviejo    | Movistar         | +  | 1 s         |
| 3  | Tony Martin             | Etixx-Quick Step |    | 4 s         |
| 4  | Alex Dowsett            | Movistar         |    | 17 s        |
| 5  | Patrick Gretsch         | AG2R La Mondiale |    | 42 s        |
| 6  | Jean-Christophe Péraud  | AG2R La Mondiale |    | 47 s        |
| 7  | Rasmus Christian Quaade | Cult Energy      |    | 49 s        |
| 8  | Sep Vanmarcke           | Lotto NL-Jumbo   |    | 52 s        |
| 9  | Damien Gaudin           | AG2R La Mondiale |    | 59 s        |
| 10 | Pierre Latour           | AG2R La Mondiale |    | 1 min 01 s  |

|    | Coureur                 | Équipe           |    | Temps            |
| -- | ----------------------- | ---------------- | -- | ---------------- |
| 1  | Tony Martin             | Etixx-Quick Step | en | 12 h 01 min 48 s |
| 2  | Adriano Malori          | Movistar         | +  | 37 s             |
| 3  | Jonathan Castroviejo    | Movistar         |    | 38 s             |
| 4  | Sep Vanmarcke           | Lotto NL-Jumbo   |    | 40 s             |
| 5  | Rasmus Christian Quaade | Cult Energy      |    | 45 s             |
| 6  | Jos Van Emden           | Lotto NL-Jumbo   |    | 1 min 06 s       |
| 7  | Petr Vakoč              | Etixx-Quick Step |    | 1 min 07 s       |
| 8  | Wouter Poels            | Sky              |    | 1 min 18 s       |
| 9  | Alex Dowsett            | Movistar         |    | 1 min 21 s       |
| 10 | Johan Le Bon            | FDJ              |    | 1 min 29 s       |

### 5eétape
|    | Coureur              | Équipe                       |    | Temps           |
| -- | -------------------- | ---------------------------- | -- | --------------- |
| 1  | Matteo Trentin       | Etixx-Quick Step             | en | 4 h 46 min 58 s |
| 2  | Bryan Coquard        | Europcar                     | +  | m.t             |
| 3  | Adrien Petit         | Cofidis                      |    | m.t             |
| 4  | Sep Vanmarcke        | Lotto NL-Jumbo               |    | m.t             |
| 5  | Marc Sarreau         | FDJ                          |    | m.t             |
| 6  | Daniel McLay         | Bretagne-Séché Environnement |    | m.t             |
| 7  | Gerald Ciolek        | MTN-Qhubeka                  |    | m.t             |
| 8  | Rudy Barbier         | Roubaix Lille Métropole      |    | m.t             |
| 9  | Matthieu Ladagnous   | FDJ                          |    | m.t             |
| 10 | Jonathan Castroviejo | Movistar                     |    | m.t             |

|    | Coureur                 | Équipe           |    | Temps            |
| -- | ----------------------- | ---------------- | -- | ---------------- |
| 1  | Tony Martin             | Etixx-Quick Step | en | 16 h 48 min 46 s |
| 2  | Adriano Malori          | Movistar         | +  | 37 s             |
| 3  | Jonathan Castroviejo    | Movistar         |    | 38 s             |
| 4  | Sep Vanmarcke           | Lotto NL-Jumbo   |    | 40 s             |
| 5  | Rasmus Christian Quaade | Cult Energy      |    | 45 s             |
| 6  | Jos Van Emden           | Lotto NL-Jumbo   |    | 1 min 06 s       |
| 7  | Petr Vakoč              | Etixx-Quick Step |    | 1 min 07 s       |
| 8  | Wouter Poels            | Sky              |    | 1 min 18 s       |
| 9  | Johan Le Bon            | FDJ              |    | 1 min 29 s       |
| 10 | Paul Martens            | Lotto NL-Jumbo   |    | 1 min 29 s       |

## Classements

### Classement général
|    | Coureur                 | Équipe           |    | Temps            |
| -- | ----------------------- | ---------------- | -- | ---------------- |
| 1  | Tony Martin             | Etixx-Quick Step | en | 16 h 48 min 46 s |
| 2  | Adriano Malori          | Movistar         | +  | 37 s             |
| 3  | Jonathan Castroviejo    | Movistar         |    | 38 s             |
| 4  | Sep Vanmarcke           | Lotto NL-Jumbo   |    | 40 s             |
| 5  | Rasmus Christian Quaade | Cult Energy      |    | 45 s             |
| 6  | Jos Van Emden           | Lotto NL-Jumbo   |    | 1 min 06 s       |
| 7  | Petr Vakoč              | Etixx-Quick Step |    | 1 min 07 s       |
| 8  | Wouter Poels            | Sky              |    | 1 min 18 s       |
| 9  | Johan Le Bon            | FDJ              |    | 1 min 29 s       |
| 10 | Paul Martens            | Lotto NL-Jumbo   |    | 1 min 29 s       |

### Classements annexes
|   | Cycliste       | Équipe           | Points |
| - | -------------- | ---------------- | ------ |
| 1 | Matteo Trentin | Etixx-Quick Step | 50     |
| 2 | Sep Vanmarcke  | Lotto NL-Jumbo   | 49     |
| 3 | Marc Sarreau   | FDJ              | 40     |

|   | Cycliste        | Équipe                  | Points |
| - | --------------- | ----------------------- | ------ |
| 1 | Rudy Kowalski   | Roubaix Lille Métropole | 25     |
| 2 | Alexandre Blain | La Pomme Marseille 13   | 18     |
| 3 | Jasha Sütterlin | Movistar                | 15     |

|   | Cycliste        | Équipe           |    | Temps            |
| - | --------------- | ---------------- | -- | ---------------- |
| 1 | Petr Vakoč      | Etixx-Quick Step | en | 16 h 49 min 53 s |
| 2 | Pierre Latour   | AG2R La Mondiale | +  | 31 s             |
| 3 | Jasha Sütterlin | Movistar         |    | 32 s             |

|   | Équipe           | Pays     |    | Temps            |
| - | ---------------- | -------- | -- | ---------------- |
| 1 | Movistar         | Espagne  | en | 50 h 28 min 13 s |
| 2 | Etixx-Quick Step | Belgique | +  | 38 s             |
| 3 | AG2R La Mondiale | France   |    | 1 min 14 s       |